# قتاد معري
القَتَاد المعري (باللاتينية: Astragalus brachystachys) نوع نباتي عشبي من جنس القتاد.

## البيئة والانتشار
موطنه بلاد الشام وتركيا.

## مرادفات للاسم العلمي
- (باللاتينية: Astragalus maaratensis Eig)
- (باللاتينية: Astragalus aaronsohnianus Eig)
- (باللاتينية: Astragalus ascophorus Fisch.)
- (باللاتينية: Astragalus baibakht Eig)
- (باللاتينية: Astragalus dinsmorei Mouterde)
- (باللاتينية: Astragalus selemiensis Mouterde)
- (باللاتينية: Astragalus brachystachys var. argentatus Eig)
- (باللاتينية: Astragalus pinetorum var. drusorum Eig)